# 沓掛山 (京都府)
沓掛山（くつかけやま）は、京都府京都市西京区にある山である。

## 概要
嵐山と繋がっており、沓掛山を切り開いたところに桂坂ニュータウンがある。
標高は414.71m、場所は北緯34度59分52秒、東経135度39分18秒。

## 観光名所
- 桂坂野鳥遊園